# Annamalai Nagar
Annamalai Nagar is een panchayatdorp in het district Cuddalore van de Indiase staat Tamil Nadu. 

## Demografie
Volgens de Indiase volkstelling van 2001 wonen er 8.974 mensen in Annamalai Nagar, waarvan 41% mannelijk en 59% vrouwelijk is. De plaats heeft een alfabetiseringsgraad van 82%. 